# Bob Newhart
George Robert "Bob" Newhart (født 5. september 1929, død 18. juli 2024) var en amerikansk stand-up komiker og skuespiller, der blandt andet lagde stemme til Bernard i tegnefilmene Bernard og Bianca og efterfølgeren med undertitlen SOS fra Australien.

## Udvalgt filmografi

### Film
- Punkt 22  (1970) - Captain/Major Major
- Bernard og Bianca (1977) - Bernard, stemme
- Bernard og Bianca: SOS fra Australien (1990) - Bernard, stemme
- Elf (2003) - Papa Elf
- The Librarian: Quest for the Spear (2004) - Judson
- The Librarian: Return to King Solomon's Mines (2006) - Judson
- The Librarian: The Curse of the Judas Chalice (2008) - Judson

### Tv-serier
- The Bob Newhart Show (1972–78)
- The Big Bang Theory (2013–15; fire afsnit) - Professor Proton (Arthur Jeffries)